# Ocnogyna jelski
Ocnogyna jelski là một loài bướm đêm thuộc phân họ Arctiinae, họ Erebidae.